# Hornum Sogn
Hornum Sogn er et sogn i Hedensted Provsti (Haderslev Stift).
I 1800-tallet var Hornum Sogn anneks til Stouby Sogn. Begge sogne hørte til Bjerre Herred i Vejle Amt. Trods annekteringen var Stouby og Hornum to selvstændige sognekommuner. Ved kommunalreformen i 1970 blev de begge indlemmet i Juelsminde Kommune, der ved strukturreformen i 2007 indgik i Hedensted Kommune.
I Hornum Sogn ligger Hornum Kirke.
I sognet findes følgende autoriserede stednavne:
- Borchsminde (ejerlav, landbrugsejendom)
- Hornum (bebyggelse, ejerlav)
- Hornum Østermark (bebyggelse)